# Шоу Мистико
«Шоу Мистико» (фр. Le Grand Cirque mystique) — бразильский драматический фильм 2018 года. Режиссёром и сценаристом фильма является Карлус Диегис, бразильский кинорежиссёр, один из лидеров нового кино. Это его первый фильм за 12 лет. Премьера картины состоялась на Каннском кинофестивале 2018 года. Сценарий фильма основан на стихотворении Хорхе де Лимы и рассказывает историю великой любви между аристократом и акробатом, а также историю жизни, семьи владельцев цирка, длинной в сто лет.

## В ролях
- Венсан Кассель — Жан-Поль
- Бруна Линзмейер — Беатрис[4]
- Жезуита Барбоза — Селави[5]
- Мариана Шименес — Маргарет[6]
- Катрин Муше — императрица